# Българи в Йордания
Българите в Йордания са около 1000 души, по-голямата част от които са българки, омъжени за местни граждани, като техните деца са с двойно гражданство.

## Култура
Дружества
Български дружества са: Дружество за приятелство „Йордан“ – Ирбид (от 1999), Дружество на завършилите висшето си образование в България.